# Список богинь
Список богинь, божеств, які вважаються жіночими або переважно жіночими за ґендерною ознакою.

## Германська мітологія

### Англосакська
- Еостра
- Фімілена[en]
- Фріагабіс[en]
- Фріґґ
- Реда
- Ідіс
- Вирд[en]

### Германська
- Фрейя
- Фріджа
- Гаріаса
- Глудана
- Пані Метелиця
- Нетус
- Остара (богиня)
- Синтґунт
- Соль
- Тамфана
- Фулла
- Циса

Алемансько-альпійсько-швабська
- Ґарманґабіс
- Перхта

Голландсько-фризько-нижньонімецька
- Бадугенна
- Фреке[en]
- Негаленнія[en]
- Сандраудіґа[en]
- Ваґдаверкутис
- Вурдіз[en]

### Лангобардська
- Фріджа

### Скандинавська (сучасна)
- Астрилд[en]

### Норвезька
Осинджар
- Ейр
- Фріґґ
- Фулла
- Ґевйон
- Ґерд
- Ґно та Гофварпнір[en]
- Глін
- Ідунн
- Ільм
- Irpa[en]
- Лофн
- Нанна
- Дев'ять матерей Геймдалля[en]
  - Анґея
  - Атла
  - Ейстла
  - Ейрг'яфа
  - Імра (Ім)
  - Ульфрун
- Ньєрун
- Ран
- Рінд
- Саґа[en]
- Сіф
- Сіґюн
- Сьйофн
- Снотра
- Соль
- Сін
- Þorgerðr[en]
- Труда
- Вар
- Вьор

Йотнар
- Анґрбода
- Аурбода
- Бестла
- Ґаялп[en]
- Ґрайп[en]
- Гель
- Ярнсакса
- Йорд
- Лафей[en]
- Дев'ять доньок Еґіра і Рани[en]
  - Блокадда
  - Байлчия
  - Дрофн (Бора)
  - Дуфа
  - Гефрін (Геврінґ)
  - Гімінліва
  - Гронн
  - Колґа
  - Ер (Енн)
- Скаді
- Орк[en]

Ванар
- Фрейя
- Ґерсемі
- Ґулльвейґ
- Гносс

Норни
- Скульд
- Ер[en]
- Верданді

Валькірії
- Брунгільд (Гільд, Сіґдріфумал)
- Ейр
- Скульд
- Труда

Инші скандинавські богині та духині
- Бейла
- Ідизи
- Еллі[en]
- Моґар[en]
- Нотт
- Росква[en]

## Полінезійська мітологія
- Атарапа[en]
- Гіна[en]
- Гіне-й-Тапека[en]
- Гін-Ту-Венуа[en]
- Іра[en]
- Мерау[en]

Гавайська
- Гаумеа
- Гані-Лау-Ліму-Кала[en]
- Гіна-пуку-я[en]
- Ка'огело[en]
- Каламайну'а[en]
- Капо[en]
- Лака[en]
- Магіна[en]
- Нуакеа[en]
- Папаганаумоку[en]
- Пеле[en]
- Полі'агу[en]
- Вака[en]

Мангая
- Гіна-май-айте[en]
- Міру[en]
- Папа[en] (Папатуануку, з мови маорі Papatūānuku)
- Ро'е[en]
- Ту-метуа[en]
- Туму-ті-ана-оей[en]
- Вайаре
- Вариме-ті-тикере[en]

Маорі
- Арогірогі[en]
- Гіна[en]
- Гайн-агуан
- Гайн-нуї-ті-по[en] (Гійн-Ате-Віра, Гійн-Тітама)
- Гайн-тітамарі
- Когара[en]
- Куї[en]
- Магуїка[en]
- Міру[en]
- Роге[en]
- Ті Ану-матао
- Вейтірі[en]

Таїті
- Ай-тупуай[en]
- Гіна[en]
- Ігі[en]
- Потій-та-ріре[en]
- Рірія[en]
- Таонуі[en]
- Те-урі[en]

## Праіндоєвропейська мітологія
- Деґом[en]
- Ейчесос

## Слов'янська мітологія
- Золота баба
- Баба-Яга
- Берегиня
- Богинка
- Даринка
- Девана
- Додола
- Домовик
- Карна
- Кікімора
- Кострома[pl]
- Купало
- Лада
- Леля
- Лісовик
- Габія[en]
- Мара
- Мокош
- Вогнева Марія
- Полудниця
- Русалка
- Самодіва[en] (Самовіли)
- Судениця
- Урода
- Урсула
- Веліона
- Весна[en]
- Віда
- Жива
- Зоря

## Національні персоніфікації
| Країна          | Персоніфікація    | Значення                                                                                      |
| --------------- | ----------------- | --------------------------------------------------------------------------------------------- |
| Фінляндія       | Діва Фінляндія    | національна свідомість і незалежність                                                         |
| Франція         | Маріанна          | символ Свободи та Розуму                                                                      |
| Грузія          | Мати Картлі       | символ вітання тих, хто прийшов як друг; та агресії для тих, хто прийшов як ворог             |
| Німеччина       | Германія          | войовничість та сила, відсилання на Валькірію, символ німецького імперіалізму та націоналізму |
| Норвегія        | Ола Нордманн      | представлення народу та робітничого класу                                                     |
| Велика Британія | Британія          | войовничий образ, який символізує захист та напад                                             |
| США             | Статуя Свободи    | символ свободи, демократії та справедливості                                                  |
| США             | Колумбія          | пропаганда Першої світової війни; символ свободи та прагнення до волі                         |
| Польща          | Полонія           | російські солдати наглядають за ковалем, який надіває на жінку (Полонія) кайдани              |
| Бразилія        | Фігура Республіки | символізує республіку                                                                         |
| Португалія      | Фігура Республіки | символізує республіку                                                                         |
| Північна Корея  | Унґньо            | ведмедиця, яка стала жінкою                                                                   |
| Південна Корея  | Унґньо            | ведмедиця, яка стала жінкою                                                                   |
| Японія          | Аматерасу         | землеробства (рису і пшениці) та ткацтва (льон і шовк)                                        |

## Інші
- Арадія[en]
- Бабалон[en]